# Gewone sprietspin
De gewone sprietspin (Tibellus oblongus) is een spin uit de familie renspinnen (Philodromidae).

## Kenmerken
De vrouwtjes worden 8 tot 10 mm groot, de mannetjes worden 7 tot 8 mm. De gewone sprietspin kan alleen met genitaal onderzoek onderscheiden worden van de stippelsprietspin (Tibellus maritimus) en de hoeveelheid stippen op het achterlijf, deze spin heeft er vaak minder.

## Leefwijze
Deze spin kan heel hard rennen. Ze zijn in het gras vrijwel onzichtbaar, door de beide voorste en het achterste pootpaar te strekken in de richting van de grasspriet, waaraan ze zich alleen nog met het derde paar vasthouden.

## Verspreiding en leefgebied
Ze leven op graslanden en heidevelden in het Holarctisch gebied.